# Ephemeridenzeit
Die Zeitskala der Ephemeridenzeit (kurz ET für englisch Ephemeris Time) ist ein durch die Dynamik des Sonnensystems definiertes, völlig gleichmäßiges Zeitmaß – im Gegensatz zur bürgerlichen Zeit (Weltzeit, MEZ usw.), die sich nach der momentanen Erdrotation richtet.
Die Ephemeridenzeit wurde 1960 von der Internationalen Astronomischen Union in Absprache mit anderen Naturwissenschaften und der Messtechnik eingeführt; 1984 wurde sie abgelöst durch die Terrestrische Zeit TT (von frz. Temps Terrestrique) und die Baryzentrische Dynamische Zeit TDB (von frz. Temps Dynamique Barycentrique); vgl. unten Abschnitt 1984: Zweite Reform des Zeitsystems.
Die fundamentale Einheit Ephemeridensekunde ist eine spezifische Definition der Einheit Sekunde, die anders als die Sekunde des Sonnentags eine konstante Länge hat. Die Ephemeridensekunde basiert auf der mittleren Erdrotation 1900–1905 und wurde 1967 von der Atomsekunde abgelöst, der heutigen Sekunde.

## Definition
Als Ephemeridensekunde diente ab 1960 der 31.556.925,9747ste Teil des Tropischen Jahres, wie es zum 0. Januar 1900 (= 31. Dezember 1899) 12:00 UT bestand.
Zu diesem Zeitpunkt, d. h. 1899/1900, stimmten Weltzeit (seinerzeit UT, Universal Time) und ET fast überein. Die Ephemeridenzeit war eine ideal gleichförmig verlaufende Zeit, auf deren Basis die Berechnung astronomischer Ereignisse über lange Zeiträume (Jahrtausende) zuverlässig möglich war.
Die Abweichung ΔT der Ephemeridenzeit von anderen Zeitsystemen konnte zwar mit einer gewissen Wahrscheinlichkeit vorhergesagt, aber anhand astronomischer Messungen (hauptsächlich Vermessungen des Mondlaufs) nur nachträglich genau bestimmt werden.

## Grundlagen
Um 1900 begann die interdisziplinäre Festlegung der fundamentalen Größen von Naturwissenschaft und Technik. Sie erfolgte hinsichtlich des Zeitsystems auf Basis jahrelanger, international abgestimmter Messkampagnen, die von 1900 bis 1905 liefen. Auf den damaligen Ergebnissen beruht unser Zeitsystem bis heute – siehe auch die Definition des Erdrotationspols CIO und des Geodätischen Bezugsystems GRS80.
Nun war aber 1900–1905 die Erdrotation – wie man erst nachträglich durch gesteigerte Messgenauigkeit nachweisen konnte – langsamer als im langjährigen Durchschnitt. Dadurch liefen die bürgerliche Zeit, die an diese Rotation gebunden ist, und die durch Erd- und Planetenbahnen definierte, exaktere Zeitskala zunehmend auseinander, was seit etwa 1890 vermutet worden war.
Diese Abweichung ΔT hatte sich bis zur Mitte des 20. Jahrhunderts auf mehrere Zehnersekunden summiert, 1960 betrug sie 33 Sekunden. Dadurch bestand dringender Bedarf nach einer Zeitreform. Um 1950 war die Genauigkeit der ein Jahrzehnt vorher erfundenen Quarzuhren so weit gestiegen, dass eine einwandfreie Reform des Zeitsystems bewerkstelligt werden konnte.
Die o. g. Zeitabweichung wurde 1960 durch die Definition der Ephemeridenzeit physikalisch reproduzierbar erklärt. Man blieb zwar weiterhin bei der 60 Jahre zuvor definierten Sekunde, gab ihr aber zur Unterscheidung von anderen fundamentalen Zeitmaßen den Namen Ephemeridensekunde. Außerdem wurde wegen der ungleichmäßigen Erdrotation beschlossen, alle 1–2 Jahre eine Schaltsekunde in die Zeit einzufügen.

### Etymologie
Der Name Ephemeridenzeit kommt von Ephemeriden, worunter die Astronomie ein mathematisches System von Formeln und Tabellen versteht, mit dem Zeitpunkte astronomischer Ereignisse vorausberechnet werden. Die ersten Ephemeriden gehen vermutlich auf antike Astronomen zurück und wurden ab etwa 1300 für die zunehmende Schifffahrt und eine genauere Navigation wesentlich verfeinert (siehe Alfonsinische Tafeln, Mondbahn, Jupitermonde und Längenproblem).

## 1984: Zweite Reform des Zeitsystems
Als Ende der 1970er Jahre der technische Fortschritt die Methoden der Zeitmessung nochmals um über eine Zehnerpotenz genauer machte, entschloss sich die Internationale Astronomische Union mit Stichtag 1. Januar 1984 zu einer behutsamen Neudefinition einiger Zeitskalen:
- Die Ephemeridenzeit (ET) wurde abgelöst durch die Terrestrische Zeit (TT), die sich auf das Geozentrum bezieht und deren Basis die Sekunde des Internationalen Einheitensystems ist.
- Gleichzeitig führte man wegen der Relativität der Zeit die für die Dynamik des Sonnensystems gültige Baryzentrische Dynamische Zeit (TDB) ein, die sich auf den Massenschwerpunkt des Systems bezieht. Das Baryzentrum liegt nicht genau im Zentrum der Sonne, sondern wegen der zusätzlichen Berücksichtigung aller Planetenmassen nahe dem Sonnenrand – je nach Stellung von Jupiter und Saturn entweder knapp innerhalb oder knapp außerhalb der Sonne.
- Schließlich wurde die genaue Relation zur Atomzeit definiert, die für physikalische Labore wesentlicher ist als die Erdrotation (UT) oder ihre Bahn um die Sonne (ET).